# Диспетчеризация лифтов
Диспетчеризация лифтов — централизация оперативного контроля работы лифтов и голосовой связи пассажиров лифта с диспетчером.
Применяется для обеспечения безопасности пассажиров лифтов, организации бесперебойной работы, оптимизации расходов на обслуживание лифтов.
Обеспечивается действиями диспетчеров, координирующих работу аварийных служб, и техническими средствами: специализированными устройствами, датчиками, линиями связи, компьютерными системами и программным обеспечением.

## Функции
Возможности систем диспетчеризации лифтов определяются нормативными документами, а также потребностями обслуживающих организаций и владельцев лифтов:

- Удалённая диагностика лифта (определение местоположения, состояния, сбор ошибок);
- Журналирование работы лифта (количество поездок, время простоя), диспетчера, обслуживающего персонала;
- Удалённое управление и настройка;
- Видеонаблюдение
- Учёт энергоресурсов
- Охранно-пожарная сигнализация (несанкционированное открытие дверей в шахту, доступ в машинное отделение, затопление[5])

### Диспетчерская связь
В лифтах, где всегда есть риск застревания, можно найти средства двусторонней переговорной связи с диспетчерским пультом. При удержании в течение нескольких секунд кнопки вызова они соединяют с оператором диспетчерского центра, который поможет людям выбраться из остановившегося лифта и вызовет аварийную службу лифтов. Также называют экстренной и аварийной связью.

## Диспетчерский пункт
Диспетчерский пункт может обслуживать от одного лифта до нескольких зданий. В зависимости от используемых систем контроля, в городе может быть от единиц до нескольких десятков пунктов. Пункт обеспечивает переговорную связь с кабинами и машинным отделением.

## Стандартизация и техническое регулирование

### Россия и Таможенный союз ЕАЭС
В соответствии с действующим с 1 ноября 2018 года межгосударственным стандартом обязательным требованиям является наличие на лифте устройства дистанционной экстренной связи.
В Российской Федерации предусмотрена необходимость контроля за работой лифтов посредством диспетчерского контроля или постоянного контроля за работой лифта квалифицированным персоналом, находящимся на объекте.

### Европейский союз
Правила безопасности пассажирских и грузовых лифтов, действующие с 2018 года, предусматривают наличие в конструкции лифта систему двусторонней аварийной связи со службой, отвечающей за эвакуацию.

### США и Канада
Правила техники безопасности подъёмников и эскалаторов ASME предусматривают наличие в подъёмнике двусторонней аварийной связи с диспетчером, устройства контроля скорости лифтов и эскалаторов.

## История диспетчеризации лифтов в России
Одно из первых упоминаний о диспетчерском контроле за работой лифтов в России относится к 1940 году. Мастер подъёмных сооружений Г. И. Строганов в Москве впервые применил автоматическую сигнализацию, что снизило затраты на эксплуатацию за счет сокращения лифтеров.
В послевоенной Москве специалисты треста «Лифтремонт» предложили оборудовать лифты трехсигнальной диспетчерской системой собственной разработки, которая могла контролировать работу группы из 30-40 лифтов. Установка системы также позволяла сократить количество лифтеров, контролировавших работу лифта и сопровождавших пассажиров, которые находились на площадках первых этажей у каждого лифта. Это позволило высвободить около 12 тысяч лифтёров. С 1955 по 1959 г. к таким диспетчерским системам были подключены все лифты в жилых домах. К концу 1960-х гг. количество лифтов в Москве приблизилось к 50 тысячам, и контролировать их работу с помощью старых диспетчерских систем стало затруднительно.
В 1969 году для обслуживания жилых домов в Тушино была внедрена новая диспетчерская система «ОДС-320» (Объединенная Диспетчерская Система), основной задачей которой являлось дистанционное управление и наблюдение за инженерным оборудованием жилого дома.
Практика эксплуатации первых ОДС показала сокращение простоев лифтов, уменьшение времени устранения неисправностей инженерных сетей жилых зданий, поэтому Правительство г. Москвы приняло решение о массовом внедрении ОДС в жилищно-коммунальные службы города. Возможность обеспечения с помощью ОДС контроля за состоянием дверей кабины и шахты, а также контроля за состоянием линий связи позволило Мослифту высвободить около 1100 человек обслуживающего персонала.
С 1970 году в Москве, Киеве и других городах ОДС получили широкое распространение. Лифты стали осматривать дежурные электромеханики, которые входили в состав бригады по техническому надзору за лифтами. Дежурство электромехаников осуществлялось посменно круглосуточно и за ними закреплялись определённые лифты.
Правила устройства и безопасной эксплуатации лифтов 1971 года предусматривали возможность безлифтерного пользования лифтами, при условии наличия диспетчерского контроля и предъявлялись технические требования к устройству диспетчерского контроля.
В конце 1980-х годов, был зафиксирован высокий рост детского травматизма, связанный с проникновением подростков в шахту с целью прокатиться на крыше кабины лифта. Для исключения подобных случаев в начале 1990-х были разработаны устройства безопасности и системы диспетчеризации, позволяющие остановить работу лифта с автоматическим приводом дверей, в случае проникновении в шахту посторонних лиц. Восстановление нормальной работы лифта осуществлялось обслуживающим персоналом только на лифте, после осмотра шахты, чтобы удостовериться в отсутствии посторонних лиц. Помимо этого устройства безопасности исключали возможность движения лифта с открытыми дверями шахты и кабины из-за установки обслуживающим персоналом токопроводящих перемычек на рабочих контактах дверей кабины и шахты.
По данным Информационного бюллетеня Федеральной службы по экологическому, технологическому и атомному надзору, до 1999 года число погибших при эксплуатации лифтов доходило до 25—30 случаев в год. Несмотря на значительное увеличение числа эксплуатируемых лифтов, уровень травматизма заметно снизился и составил в 2011 году 4 несчастных случая со смертельным исходом. В 2011 году три из четырёх несчастных случаев произошли из-за неквалифицированных действий персонала, обслуживающего лифты. Также значительно снизился травматизм, связанный с умышленным проникновением подростков в лифтовые шахты с целью покататься на крыше кабины. В 1987—1992 годы он достигал 65 несчастных случаев в год. В 2011 года случаев травмирования подростков не было зарегистрировано.